# Среднекашубский диалект
Среднекашу́бский диале́кт (также центральнокашубский диалект; кашуб. westrzédnokaszëbsczi dialekt, пол. środkowokaszubski dialekt) — один из трёх диалектов кашубского языка (или кашубской группы диалектов польского языка) в центральной части территории его распространения, включающей Картузский повят, восточную часть Бытувского повята, западную часть Гданьского повята, южные гмины Вейхеровского повята Поморского воеводства. Среднекашубский диалект является переходным между архаичным северным диалектом и наиболее близким к северным польским говорам южным диалектом кашубского языка, совмещая в себе их различные языковые черты. Как и во всех кашубских диалектах в среднекашубском языковое своеобразие обусловлено наличием западнолехитских признаков (в меньшей степени, чем в севернокашубском), географической обособленностью и удалённостью от центральных польских диалектов, спецификой поморского быта, влиянием немецкого языка (так же, как и в силезском и великопольском диалектах).

## Область распространения и говоры
Среднекашубский диалект, размещаясь к югу от севернокашубского и, соответственно, к северу от южнокашубского, на западе граничит с новыми смешанными говорами польского языка (до Второй мировой войны граничил с нижненемецкими диалектами), а на востоке с кочевскими говорами великопольского диалекта. Среди основных говоров выделяются: стшепские, жуковские, картузско-горенчинские, пшивидзкие, стенжицкие, сераковицко-говидлинские, суленчинские, студзеницкие и божишковские говоры.
В классификации кашубских говоров, приведённой в первом томе Поморской грамматики (Gramatyka Pomorska) Ф. Лоренца, в которой он группирует кашубские говоры в два основных диалектных массива — севернопоморский и южнопоморский, территория современных среднекашубских говоров соответствует территории южнопоморского диалекта без заборского наречия (включает в свой состав южнокашубское наречие и кашубско-заборские переходные говоры):
- Южнокашубское наречие
  - Западнокашубские говоры (стшепский, свяновско-сераковицко-говидлинский)
  - Пшедковский, переходный между западнокашубскими, среднекашубскими говорами и важенско-клосовким говором севернопоморского диалекта
  - Среднекашубские говоры (жуковский, гжибенский, хмеленский, картузско-горенчинский, говор Капеловой Хуты, камельский, пшивидзкий, пшиязско-скшешевский)
  - Юго-восточные кашубские говоры (матарский, оливский, бжеженский, чапельский, майданский)
  - Суленчинский, переходный между западнокашубскими, среднекашубскими говорами, парховским и стенжицким говорами
  - Парховский, переходный между суленчинским и юго-западными кашубскими говорами
  - Юго-западные кашубские говоры (студзеницкий, незабышевско-бжеженский, божишковский)

- Переходное кашубско-заборское наречие
  - Западная группа (стенжицкий, шенбарский)
  - Восточная группа (клобучинский, говор Грабовской Хуты, поленчинский)

## Основные особенности диалекта
Среднекашубские говоры разделяют все общекашубские черты: появление фонемы ë из кратких *i, *u, *y в определённых позициях; дифтонгизация континуантов ā, ō, ǒ; смешение y и i; отсутствие беглого e (dómk (пол. domek)); переход ra в re, ja в je в начале слова (remiã (пол. ramię)); сохранение мягкости перед *ŕ̥ (cwiardi (пол. twardy)); кашубение; переход мягких k’, g’ в ć, ʒ́ ; сохранение вибрации в ř; асинхронное произношение мягких губных; смешанный тип сандхи; отвердение l’ перед l; окончания прилагательных в родительном пад. ед. числа муж. и ср. рода -ewo; окончание -ta в глаголах 2-го лица мн. числа; словообразование с суффиксом -ak; форма dwa для всех родов и др. При этом, размещаясь в области пересечения ареалов языковых явлений Северного и Южного диалектов кашубского языка, среднекашубский диалект разделяет некоторые из характерных для них черт, вместе с тем ему присущи собственные диалектные черты, также в среднекашубских говорах отмечаются общие языковые явления с Великопольским диалектом, лексические заимствования из немецкого языка:
1. Носовой звук ų (на письме обозначаемый знаком ą) в говорах окрестностей Картуз и Пархова произносится как обычный звук u: zub (пол. ząb), dub (пол. dąb)[7]. Подобное произношение встречается в Кочевских говорах[8].
2. Произношение ê на месте кашубского ô: mê (кашуб. mô), (пол. ma).
3. Произношение u близкое к i: lid (кашуб. lud)[7].
4. Как правило, отсутствие неметатизированных сочетаний вида *TorT как и в Южнокашубском диалекте.
5. Особый характер ударения в отличие от подвижного севернокашубского и инициального южнокашубского. В говорах среднекашубского диалекта ударение обычно падает на один и тот же слог и не зависит от изменения порядка слогов в слове (так, как зависит в Южнокашубском диалекте — ударение всегда на первом слоге и в большинстве польских диалектов — на предпоследнем): skowrónk (пол. skowronek — жаворонок), skowrónka, skowrónkama, skowrónczëna[7].
6. Переход ł в ṷ.
7. Как правило, сохранение смычки в dz в отличие от Севернокашубского диалекта (в котором отсутствие смычки представлено в ограниченном количестве слов).
8. Стяженные формы окончаний глаголов в спряжениях на -am, -em. Эта черта сближает среднекашубский с южнокашубским и отличает от севернокашубского.
9. Наличие в творительном пад. ед. числа существительных муж. и ср. рода окончания -ę: bratę (bratem), psę (psem). Данная черта также характерна для Севернокашубского диалекта.
10. Отсутствие реликтов двойственного числа в местоимениях.
11. Словарный состав среднекашубского диалекта, как и Южнокашубского, отличается от Севернокашубского отсутствием большого количества архаичной общеславянской лексики, и наличием большего числа заимствований из немецкого литературного языка при отсутствии влияний нижненемецких говоров[5].

## Среднекашубские говоры в кашубской литературе
Среднекашубские говоры, как объединяющие в себе черты имеющих нередко значительные отличия диалектов севера и юга Кашубской земли, занимают важное место в формировании кашубского литературного языка. Ряд кашубских литераторов использовал основу среднекашубских говоров в своём творчестве. К ним принадлежат поэт Ян Трепчик, а также другие члены Региональной ассоциации кашубов (Zrzeszenie Regionalne Kaszubów). Особенностями среднекашубских говоров обогащали свой язык на южнокашубской основе такие писатели как И. Дердовский, А. Майковский и другие.
Среднекашубские говоры послужили польскому лингвисту и этнографу С. Рамулту основой для составления словаря кашубского языка в 1893 (часть I) (часть II издана в 1993) (Słownik języka pomorskiego czyli kaszubskiego).